# Европа (провинция)
Вижте пояснителната страница за други значения на Европа.
Европа е късноримска и византийска провинция ок. 293 – 640-те г. в рамките на Тракийския диоцез и се простирала в съвременна Източна Тракия.

## История
Образувана е от римския император Диоклециан през 314 г. в резултат на разделянето на провинция Тракия на шест по-малки провинции. Столица на провинция Европа е град Перинтус (Perinthus), по-късно известен като Heraclea; в наше време Мармара Ерейли (на турски: Marmara Ereğlisi) във вилает Родосто, Турция.
Граничеща само с провинциите Родопа на запад и Хемимонтус на северозапад, провинция Европа представлява полуостров, заобиколен от три страни с вода: Черно море на североизток, Босфорът на изток и Мраморно море и Егейско море на юг и югоизток.
Най-голям град на черноморското крайбрежие е Лозенград (Kirklareli или Salmydessus). На Мраморно море са разположени столицата Перинтус (Хераклея), Силиврия, Родосто (Tekirdag) и Галиполи. На егейския бряг при устието на Марица и залива Сарос е бил разположен град Енос.
Провинцията съществувала до 7 век.